# 大庫具祥
大庫 具祥（おおくら ともよし）は日本の音楽家、作曲家。作品のドキュメンタリーと映画音楽を多数担当している。

## 作品リスト

### 映画音楽
- ほんとうにあった怖い話
  - 第三夜 邪霊、着信（2005年）
- 怪奇!アンビリーバブル
  - 驚愕!呪殺写真、戦慄!埋葬された写真（2005年）
- 幽霊より怖い話
  - VOL.3～VOL.4（2005年）
- 痴漢男（2005年）
- ほんとにあった! 呪いのビデオ
  - 20巻～21巻（2006年）
- 心霊写真奇譚（2006年）
- 実録!呪われた都市伝説
  - 驚愕 闇の東京地下世界、震撼 封印された都市伝説（2008年）
- 『超』都市伝説（2010年）
- 『超』都市伝説Ｘ（2010年）

### 音楽協力
- 実録!呪われた都市伝説スペシャル（2008年）